# Stary Sącz
Stary Sącz é um município da Polônia, na voivodia da Pequena Polônia e no condado de Nowy Sącz. Estende-se por uma área de 15 km², com 9 054 habitantes, segundo os censos de 2016, com uma densidade de 603,6 hab/km².